# Nuruddin Farah
Nuruddin Farah (født 24. november 1945) er en somalisk forfatter.
Han er født og opvokset i Somalia og har en universitetsuddannelse fra Indien. Han bor nu i Sydafrika.
Nuruddin Farah anses for at være blandt de mest poriminente nulevende forfattere.

## Udvalgt bibliografi
- From a Crooked Rib (1970)
- Links (2004)
- Knots (2007)
- Crossbones (2011)

## Udgivelser oversat til dansk
- Kort (Gyldendal, 1986)
- Forbindelser (Athene, 2009)